# Charlotte Joubert de La Bastide de Châteaumorand

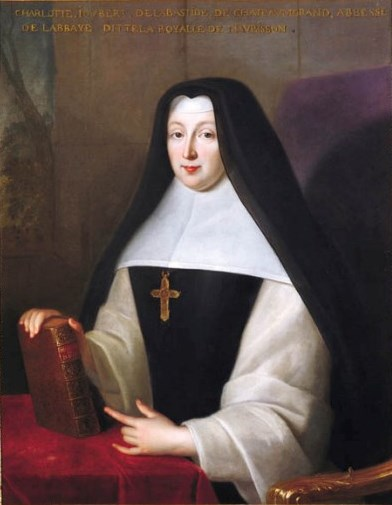
Charlotte Joubert de La Bastide

Charlotte Joubert de La Bastide de Châteaumorand († 13. Mai 1740 in Paris) war eine französische Zisterzienserin und Äbtissin des Klosters Maubuisson.

## Leben
Charlotte Joubert de La Bastide, Madame de Châteaumorand, war mütterlicherseits eine Nichte des Admirals und Marschalls Anne Hilarion de Costentin de Tourville. Als Nonne der Abtei Penthemont in Paris wurde sie am 15. August 1706 zur Äbtissin der Zisterzienserinnenabtei Moncé in der Touraine ernannt und im Juni 1709 von König Ludwig XIV. in die Abtei Maubuisson bei Pontoise nördlich von Paris versetzt.
Sie ließ sich von Abstinenz und Fasten befreien, hielt kein Nachtoffizium, verbrachte die Zeit mit ihrer Toilette, Gesprächen und Unterhaltung und gab viel Geld für ihre persönlichen Bedürfnisse aus. Aufgrund von Beschwerden entließ der Regent Philipp von Orléans sie im Dezember 1719. Sie musste sich in das Kloster der Zisterzienserinnen vom Kostbaren Blut in Paris zurückziehen, wo sie 1740 starb. Zu ihrer Nachfolgerin wurde Charlotte Colbert de Croissy bestellt, die die Abtei reformierte.